# 領域を支配する霊
領域を支配する霊（りょういきをしはいするれい、Territorial Spirit、テリトリアル・スピリッツ)とは、ある領域、地域を支配する人格的な悪の霊を指す語であり、クリスチャニティのうち特に聖霊派で使われる用語である。福音派で議論があり、「霊の戦いに関する聖書的・包括的理解のためのナイロビ声明」で検討されている。この理論を扱った書籍にピーター・ワグナーらの共著『地域を支配する霊』、ジョン・ドーソンの『神のために都市を奪回せよ』などがあり、これに関する書籍は日本のキリスト教出版社ではマルコーシュ・パブリケーション、プレイズ出版、新生運動から出ており、これをテーマとする文学では『この暗闇の世界』がある。
第二コリ4:4、ヨハ12:31、第一ヨハネ5:19から世界を悪い者であるサタンが支配していると理解されるが、ダニ10:13-20,21から高位の悪の霊は領域に対して権威をもっていると見なされている。具体的には不道徳、人工妊娠中絶、同性愛、オカルトを促進する宇宙レベルの霊が存在すると考えられている。ピーター・ワグナーは『霊の戦いの祈り』で、日本を支配する悪霊は天照大神であり、神道の大嘗祭は日本の国全体が悪霊に支配されることを意味すると述べており、平成の代替わりのオカルト儀式に天皇が参加しないようにとの祈りを多くの人がささげたというが、、近年4代の天皇による大嘗祭の参加は無事に行われている。ただし、ワグナーの見解には異論もあり、『ハーザー』編集長笹井大庸は日本宣教のために天皇を積極的に評価している。